# Фронтис
Фро́нтис или Фронтиос (др.-греч. Φροντις, Φροντιoς) — персонаж греческой мифологии, младший сын Фрикса и Халкиопы. Его имя означает «мысль», «заботу» или «внимание».
После того, как отец Халкиопы, колхидский царь Ээт, убил Фрикса, его сыновья Арг, Китисор, Мелан и Фронтис отправились на плоту (корабле) к своему второму деду Атаманту, чтобы тот помог отомстить. Во время сильной буриони потерпели крушение, но спаслись на бревне и были выброшены на берег острова Дия рядом с лагерем аргонавтов, которые направлялись за золотым руном. Их, «обнажённых и неимущих», подобрал Ясон, выслушал их историю и предложил помочь аргонавтам, не знавшим Колхиды. По отцу братья были родственниками многих из них и потому присоединились к экспедиции. Они привели «Арго» по реке Фермодонт в Колхиду, недалеко от берега велели спрятать корабль, а сами пошли к своей матери, сестре Медеи, и рассказали о благодеяниях Ясона и его целях. Халкиопа передала это Медее и привела её вместе с сыновьями к Ясону. Либо Фронтис ночью увидал Медею через реку в отсветах от лагерного костра и позвал её. Медея узнала возлюбленного по вещим снам и обещала помочь им. После добычи руна братья вернулись с аргонавтами в Грецию.